# 살바토레 보르게스

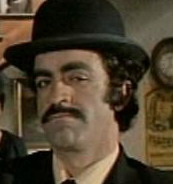

살바토레 보르게스(Sal Borgese, 1937년 3월 5일 ~ )는 이탈리아의 배우이다.
로마에서 태어났다.

## 출연 작품
- 순수의 비행 (1992년)
- 자스민의 함정 (1990, Dimenticare Palermo)
- 둘이 합쳐 아이큐 100 (1990년)
- 대부 3 (1990년)
- 별난 전쟁 (1983년)
- 컴비 블로우 (1978년)
- 메살리나, 엠프레스 오브 로마 (1977년)
- 빅 라켓 (1976년)
- 사왕일후 (1974년)
- 무법자 스테파노 (1973년)
- 누가 톰을 서부로 보냈나 (1972년)
- 아디오스 사바타 (1971년)

### 텔레비전
- 사하라의 비밀 (1987, Il segreto del Sahara)